# Førdehuset
Il Førdehuset è un centro culturale e sportivo regionale situato a Førde, in Norvegia.

## Storia
Progettato dall'architetto Peder Ristesund, il centro culturale venne costruito come parte degli investimenti a Førde come centro di crescita ed è stato completato nel 1976. Nel 1996 è stato ampliato da 12.000 m² a 17.500 m².

## Struttura
L'edificio contiene una serie di strutture culturali, come la biblioteca di Førde, il centro degli artisti della contea, un palazzetto dello sport – che ha ospitato nel 2016 i campionati europei di sollevamento pesi e ospiterà nel 2025 i campionati mondiali di sollevamento pesi – una piscina, un cinema e il teatro Sogn og Fjordane, oltre agli uffici dell'agenzia culturale nel comune di Førde, dal nome Reisemål Sunnjordane, e il Førde Internasjonale Folkemusikkfestival, il principale festival di musica folk del paese. Anche lo stadio di Førde è collegato al Førdehuset.